# Южная Родезия
Ю́жная Роде́зия (англ. Southern Rhodesia) — название британского колониального владения в Южной Африке с 1924 по 1953 год, расположенного к северу от реки Лимпопо и Южно-Африканского Союза. В 1953 году вошла в состав Федерации Родезии и Ньясаленда. Ныне — территория государства Зимбабве.

## Происхождение названия
Территория изначально называлась «Южная Замбези», а название «Родезия» вошло в обиход в 1895 году. Термин «Южная» вошёл в обиход в 1901 году и вышел из употребления с созданием Зимбабвийской Родезии в 1979 году. Юридически, с британской точки зрения, название «Южная Родезия» продолжало использоваться до 18 апреля 1980 года, когда было официально объявлено название «Республика Зимбабве».
Родезия получила название от фамилии Сесил Джона Родса, британского строителя колониальной империи, который был одной из важнейших фигур в британской экспансии в Южной Африке.

## Основание колонии
В 1888 году, путём договоров с влиятельными местными вождями (таких как Концессия Рудд и Моффатский договор, подписанный с королём Лобенгула племени матабеле), Сесил Родс получил права на разработку минеральных ресурсов на территории будущей колонии.
Британское правительство согласилось, что компания Родса, Британская Южно-Африканская компания (BSAC), будет руководить территорией от Лимпопо до озера Танганьика как британским протекторатом. Королева Виктория подписала соответствующую хартию в 1889 году.
В 1893 году началось вооружённое противостояние между матабеле и колонизаторами, завершившееся спустя три месяца победой наёмных отрядов Родса. Спустя три года, в результате подавления второго восстания матабеле, земли матабеле (Матабеленд) были окончательно покорены британцами.
На территории к северу от реки Замбези, нынешней Замбии, которая была предметом отдельных договоров с африканскими вождями, BSAC создала Северо-Западную Родезию и Северо-Восточную Родезию в 1890 и 1897 годах соответственно. Именно территория севернее Замбези называлась «Родезия». И только с 1901 года это название стало использоваться для южной территории, особенно с 1911 года, когда BSAC объединила оба северных квазигосударственных образования.

## Самоуправляемый доминион
Выборы в Законодательный совет состоялись в 1920 году, когда стала понятна неэффективность управления BSAC. Правительство Великобритании предложило объединить Южную Родезию и Южно-Африканский Союз, но референдум, проведённый в 1922 году, отверг эти попытки. Самоуправление началось в октябре 1923 года. Чарльз Патрик Джон Колин был первым премьер-министром Южной Родезии, после его смерти в 1927 году его сменил Ховард Анвин Моффат.
Во время Второй мировой войны южнородезийские воинские части участвовали на стороне Великобритании. В частности, они участвовали в Восточно-Африканской кампании.
Экономика Южной Родезии была узко специализирована на производстве небольшого числа сырьевых товаров (в частности, хром и табачные изделия), поэтому она была сильно уязвимой для экономического кризиса. Глубокий экономический спад 1930-х годов уступил место послевоенному буму. Во время этого бума в колонию прибыло около 200 000 белых поселенцев, в 1945—1970 годах белое население достигло 270 000 человек. Большое количество этих иммигрантов были представителями британского рабочего класса.

## В составе Федерации Родезии и Ньясаленда
В 1953 году Великобритания создала Федерацию Родезии и Ньясаленда (или Центрально-Африканскую Федерацию, ЦАФ), которая состояла из Южной Родезии, Северной Родезии и Ньясаленда (сейчас Зимбабве, Замбия и Малави соответственно). Идея заключалась в том, чтобы попытаться найти срединный путь между различными стремлениями чёрных националистов, колониальной администрации и белых поселенцев. ЦАФ стремилась подражать опыту Австралии, Канады и Южной Африки — создать федеральное жизнеспособное независимое государство. Сначала созданная как «неделимая Федерация», ЦАФ быстро начала давать сбой. Она испытала ту же судьбу, что и Федерация Вест-Индии и Восточно-Африканское товарищество.
Федерация Родезии и Ньясаленда была расформирована 1 января 1964 года. Когда Северная Родезия получила независимость от Великобритании 24 октября 1964 года, она изменила своё название на Замбию; Южная Родезия осталась британской колонией, сопротивляясь попыткам чёрного большинства захватить власть. Большинство военных и финансовых активов Федерации было направлено в Южную Родезию, оттого британское правительство не желало, чтобы средства попали в руки националистических лидеров, и Южная Родезия требовала часть расходов из бюджета Федерации. Но Северная Родезия была самым богатым из трёх государств-членов (благодаря её огромным медным рудникам) и фактически внесла больший вклад в общее развитие инфраструктуры, чем два других государства-учредителя. Южная Родезия, осознавая неизбежный роспуск Федерации, быстро использовала федеральные средства для создания собственной инфраструктуры. Ключевым компонентом этого было строительство плотины Кариба и гидроэлектростанции, расположенной на южном берегу Замбези. Такое положение вызвало некоторое недоумение правительства Замбии позже, когда оно было поставлено перед фактом, что его основной источник электроэнергии находится под контролем повстанцев Южной Родезии.

## Провозглашение независимости
На фоне получения независимости Замбией и Малави белое правительство Южной Родезии также требовало независимости, однако Лондон отказывался её предоставить, прежде чем власть в стране будет полностью отдана чёрному большинству (политика NIBMAR: No Independence Before Majority African Rule). В Южной Родезии не было формального ущемления по расовому признаку, как политика апартеида в ЮАР. Но были, к примеру, серьёзные имущественный и образовательный цензы, из-за которых избирательные права преимущественно принадлежали белому меньшинству. Имели место и другие формы избирательного ценза.
11 ноября 1965 года правительство, сформированное партией белых родезийских националистов Родезийский фронт во главе с Яном Смитом односторонне провозгласило независимость от Великобритании. Основанием были объявлены итоги референдума, прошедшего в ноябре 1964 года, на котором подавляющее большинство (более 90 %) избирателей высказалось за независимость. Страна стала называться Родезия. Её независимость, усилиями Великобритании, не была признана мировым сообществом. В 1970 году Родезия, смирившись с отсутствием перспектив стать независимым доминионом, была провозглашена республикой. Это также не было признано мировым сообществом.
После долгой войны между правительством Родезии и двумя африканскими националистическими организациями (Зимбабвийским африканским национальным союзом и Союзом африканского народа Зимбабве) Великобритания восстановила контроль над страной на короткое время, а затем предоставила ей независимость 18 апреля 1980 года, после чего новые власти переименовали страну в Зимбабве.

## Правители

### Губернаторы
| Срок полномочий                             | Губернаторы Южной Родезии |
| ------------------------------------------- | ------------------------- |
| 1 октября 1923 года — 15 июня 1928 года     | Джон Ченселор             |
| 15 июня 1928 года — 24 ноября 1928 года     | Мюррей Биссет (и. о.)     |
| 24 ноября 1928 года — 1 мая 1934 года       | Сесил Хантер-Родвелл      |
| 1 мая 1934 года — 8 января 1935 года        | Александр Рассел          |
| 8 января 1935 года — 8 января 1942 года     | Герберт Стэнли            |
| 8 января 1942 года — 10 декабря 1942 года   | Александр Рассел          |
| 10 декабря 1942 года — 26 октября 1944 года | Эвелин Баринг             |
| 26 октября 1944 года — 20 февраля 1945 года | Роберт Хадсон             |
| 20 февраля 1945 года — 2 февраля 1946 года  | Виллиам Тейт              |
| 2 февраля 1946 года — 19 июля 1946 года     | Александр Рассел          |
| 19 июля 1946 года — 17 января 1947 года     | Роберт Хадсон             |
| 17 января 1947 года — 21 ноября 1953 года   | Джон Кеннеди              |
| 21 ноября 1953 года — 26 ноября 1954 года   | Роберт Тредголд (и. о.)   |
| 26 ноября 1954 года — 28 декабря 1959 года  | Певерил Вэллоп            |
| 28 декабря 1959 года — 24 июня 1969 года    | Хьюфрей Гиббс             |
| 24 июня 1969 года — 11 декабря 1979 года    | Вакансия                  |
| 11 декабря 1979 года — 18 апреля 1980 года  | Кристофер Соумс           |